# Morlupo
Morlupo – miejscowość i gmina we Włoszech, w regionie Lacjum, w prowincji Rzym.
Według danych na rok 2004 gminę zamieszkiwało 6255 osób, 272 os./km².

## Miasta partnerskie
- Jassy, Rumunia